# Городьково
Горо́дьково (бел. Гаро́дзькава, пол. Horodźkowo) — хутор в Сморгонском районе Гродненской области Белоруссии.
Входит в состав Жодишковского сельсовета.
Расположен у северо-западной границы района на правобережьи реки Вилия. Расстояние до районного центра Сморгонь по дороге — около 30 км, до центра сельсовета агрогородка Жодишки по прямой — чуть более 9 км. Ближайшие населённые пункты — Андреевцы, Устизерье, Хотиловичи.
Согласно переписи население хутора в 1999 году насчитывало 2 жителя.